# Alvis 12/60
Der Alvis 12/60 war ein PKW, den Alvis von 1931 bis 1932 als Sportversion des Modells 12/50 fertigte.
Der Wagen hatte einen Vierzylinder-Reihenmotor mit hängenden Ventilen. Der im Unterschied zum Modell 12/50 mit zwei SU-Vergasern ausgestattete Motor mit 1645 cm³ Hubraum leistete 52 bhp (38 kW) bei 4500/min.
Der 12/60 war als zweitürige Limousine oder zweitüriger Sports Tourer (Roadster) verfügbar. Die Starrachsen vorn und hinten waren an halbelliptischen Blattfedern aufgehängt. Die Ausführungen TK und TL unterschieden sich durch ihre Räder. Die Höchstgeschwindigkeit betrug je nach Aufbau ca. 120 km/h. Bis 1932 waren 229 Stück entstanden.
Im Modellprogramm von Alvis hatte der 12/60 im engeren Sinne weder einen direkten Vorgänger noch Nachfolger. Er trug dem Umstand Rechnung, dass das im Jahr zuvor vorgestellte Modell 12/50 TJ länger, komfortabler, schwerer und damit weniger sportlich als sein Vorgänger war. Der 12/60 setzte indirekt die Tradition des 1929 eingestellten Sportmodells 12/50 SD und der als Nachfolger vorgesehenen kurzen Frontantriebsmodelle FWD FA und FD fort, passte im Gegensatz zu diesen jedoch nicht mehr in die populäre 1,5-Liter-Klasse, die auch für den Motorsport bedeutsam war. Andererseits deckte der 12/60 die Lücke ab, die Ende 1930 entstanden war, als das sportliche Sechszylindermodell Silver Eagle SD durch den längeren und komfortableren Silver Eagle SE ersetzt worden war. Die Tradition eines relativ kompakten, sportlicheren Vierzylindermodells griff Alvis nach dem 12/60 erst wieder 1937 mit dem 12/70 auf.

## Weblinks

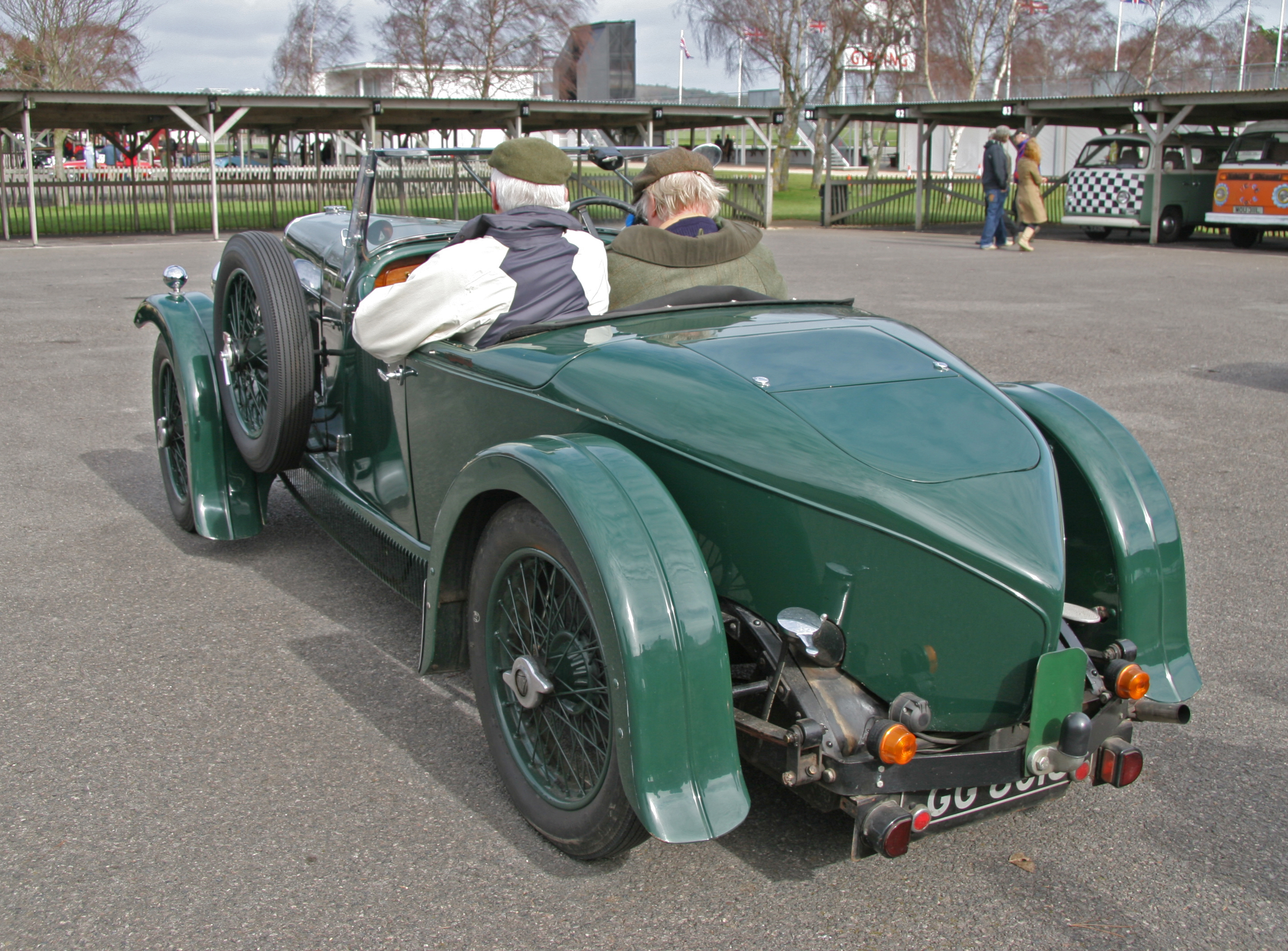
Alvis 12/60 Bootsheck-Roadster (1932)